# Fujiwara no Toshinari no musume
Fujiwara no Toshinari no musume (jap. 藤原俊成女 Fujiwara no Toshinari no musume; ur. około 1171, zm. około 1252-1254) – japońska poetka, tworząca w okresie Kamakura. Zaliczana do Trzydziestu Sześciu Mistrzyń Poezji. Znana także jako „Koshibe no zenni”, „Saga no zenni”, „Nakanoin no Ni”, „Shunzei no musume”.

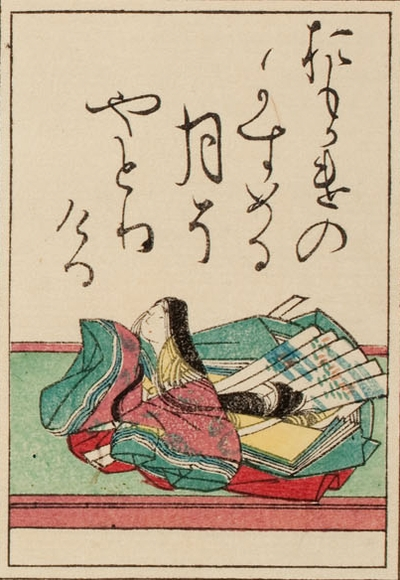
Dzieło poetki Fujiwara no Toshinari no musume

Córka Hachijō-in no Sanjo i Fujiwary no Moriyori. Prawdopodobnie po 1177 adoptowana przez dziadka ze strony matki, znanego poetę Fujiwarę no Toshinari. Około 1190 wyszła za mąż za Fujiwarę no Michimoto, z którym miała dwoje dzieci. Około 1200 faktycznie rozstała się z mężem, i została damą dworu oraz konkubiną eks-cesarza Go-Toby. W 1213 została mniszką buddyjską. 
Fujiwara no Toshinari no musume należała do kręgu poetów związanych z cesarzem Go-Toba i brała aktywny udział w dworskim życiu poetyckim. Pomimo że około 1230 opuściła dwór, nie zaniechała działalności literackiej, i tworzyła przynajmniej do 1248. Przez Kamo no Chōmei uważana za jedną z dwóch (obok Kunaikyō) najlepszych poetek swych czasów.
Siedemset dwadzieścia cztery utwory jej autorstwa zamieszczonych zostało w cesarskich antologiach poezji. Przypisuje się jej autorstwo Mumyō Sōshi, zbioru opowieści dworskich oraz tekstów krytycznoliterackich powstałego około 1200 r.